# Bereczki Péter
Bereczki Péter (Nagyvárad, 1967. augusztus 11. –) magyar bajnok labdarúgó, hátvéd. Tagja volt az 1993–94-es idényben bajnoki címet szerzett Vác csapatának.

## Sikerei, díjai
- Magyar bajnokság
  - bajnok: 1993–94
  - 2.: 1991–92, 1992–93
- Magyar kupa
  - döntős: 1992